# Tiina Räsänen
Tiina Räsänen (Siilinjärvi, 25 marzo 1976) è una cantante finlandese.

## Biografia
Tiina Räsänen è salita alla ribalta nel 1994 con la sua partecipazione al festival di tango Seinäjoen Tangomarkkinat, dove è stata incoronata regina all'età di 18 anni, diventando la vincitrice più giovane della storia. L'anno successivo ha avviato la sua carriera musicale con l'album di debutto eponimo, seguito nel 1996 dal secondo disco, Rakkauden synty, che ha debuttato alla 39ª posizione della top 50 finlandese.

## Discografia

### Album in studio
- 1995 – Tiina Räsänen
- 1996 – Rakkauden synty

### Singoli
- 1997 – Et rakkauttain muuten saa
- 1999 – Taikanainen
- 2000 – Sateenkaari ja tähdet
- 2001 – Suolaiset kyyneleet
- 2001 – Yksi haaveiden yö
- 2002 – Tähdenlento
- 2003 – Särkyvää
- 2004 – You Don't Need to Go
- 2004 – Helsingin taivaan alla
- 2004 – Siihen
- 2009 – Hiljaa kuiskaa nimeäs
- 2019 – Sain rakastaa (con Petri Hervanto)